# Gödestads kyrka
Gödestads kyrka är en kyrkobyggnad belägen i Gödestad i Varbergs kommun. Kyrkan tillhör sedan 2002 Himledalens församling (tidigare Gödestads församling) i Göteborgs stift.

## Historia
Gödestads medeltida kyrka låg någon kilometer söder om den nya kyrkan. Den bestod av ett långhus utan särskilt kor eller absid. Kyrkan anses ha uppförts på 1200-talet och hade en klockstapel väster om kyrkan..

## Kyrkobyggnaden
Byggnaden uppfördes 1895–1897 efter ritningar av Adrian C. Peterson. Den välbevarade kyrkan är ett gott exempel på nygotisk arkitektur och utgör ett landmärke i Himledalen. Byggnadsmaterialet är granit putsad med kalkbruk. Kyrkan har ett 45 meter högt västtorn och utskjutande korsarmar vid koret.  I den norra korsarmen finns sakristian och den södra utgör förråd. Kring de stora rundbågiga fönstren finns gult tegel. Kyrkan har sadeltak klätt med alunskiffer. Tornet har rött plåttak. Korpartiet är lägre än långhuset och femsidigt avslutat. Huvudentrén är genom västtornet. Porten är en pardörr med brun stående pärlspåntpanel och utsmyckade smidda gångjärn. Över porten finns en romersk siffra, II (två) krönt av en kunglig krona – Oscar II:s monogram – och årtalet 1897.
År 1952 genomfördes en renovering av kyrkan, då innertaket täcktes med spånskivor och ursprungliga väggdekorer målades över. Den renoverades exteriört i slutet av 1900-talet och början av 2000-talet. Vid renoveringen 2006 återställdes de ursprungliga dekormålningarna.

## Inventarier
- Altaret har ett träkors, som härstammar från 1879 års orgelfasad, och två sjuarmade ljusstakar.
- Predikstolen och dopfunten är utförda i slutet av 1800-talet och av trä.
- Dopskålen i koppar kommer från den gamla kyrkan.

### Klockor
I tornet hänger två klockor, vilka båda är tillverkade 1897 av Bergholtz klockgjuteri. Storklockan har en diameter på 108 cm och vikten 830 kg. Lillklockan är 94 cm i diameter och väger 540 kg.

## Orglar
- År 1879 tillverkades den första orgeln med 6 stämmor och en manual av E. A. Setterquist & Son, Örebro, för den gamla kyrkan och flyttades därefter till den nya. Den blev besiktigad och godkänd med lovord fredagen 22 augusti 1879 av musikdirektör J. Elof Ferdinand Colliander (1820-1895) i Getinge.[2]
- År 1926 tillkom en helt ny orgel från Liareds orgelbyggeri. Den omdisponerad 1953 av Hammarbergs Orgelbyggeri AB då den fick nuvarande registrering. Instrumentet har pneumatiskt registratursystem och fjorton stämmor fördelade på två manualer och pedal.[3]